# Bruce Field
Bruce Field, född 22 januari 1947, är en australisk friidrottare. Han deltog vid olympiska sommarspelen 1972.